# 海州路
海州路，元朝时设置的路。
至元十五年（1278年）升海州置，治所在朐山县（今江苏省连云港市西南海州镇）辖境相当今江苏省连云港、沭阳、赣榆等市县地。属河南江北行省。后改为海宁府。 